# Adrianus Dirk Jacob Meeuse
Adrianus Dirk Jacob Meeuse (15 de octubre de 1914, 15 de septiembre de 2010) fue un botánico y profesor neerlandés. Realizó extensas expediciones botánicas a Sudáfrica.
Obtuvo el doctorado por la Universidad de Leiden y allí fue profesor de botánica

## Algunas publicaciones
- 1984. Manager, docent of onderzoeker?,: verloedering en demagogisering van het hoger onderwijs in Nederland : (zemerig gezijmel van een zeurderige zuurzak). 7 pp.

### Libros
- 1980. Evolution of the Magnoliophyta: Current and Dissident Viewpoints. Ed. Kalyani,	39 pp.

- 1960. Les extrèmes se touchent: rede uitgesproken bij de aanvaarding van het ambt van hoogleeraar in de Bijzondere Plantkunde aan de Gemeentelijke Universiteit te Amsterdam op 30 Mei 1960. Ed. J.B. Wolters, 19 pp.

## Honores
- Premio Clusius, de la Hungarian Mycological Society, 2009

### Eponimia
- (Acanthaceae) Barleria meeuseana P.G.Mey.[4]

- (Cucurbitaceae) Cucumis meeusei C.Jeffrey[5]

- (Euphorbiaceae) Croton meeusei Leandri[6]

- (Malvaceae) Hibiscus meeusei Exell[7]

- (Melastomataceae) Memecylon meeusei H.Perrier[8]